# Hymenandra calcicola
Hymenandra calcicola är en viveväxtart som först beskrevs av Caetano Xavier Furtado, och fick sitt nu gällande namn av Benjamin Clemens Masterman Stone. Hymenandra calcicola ingår i släktet Hymenandra och familjen viveväxter. Inga underarter finns listade i Catalogue of Life.